# Clarkrange
Clarkrange – jednostka osadnicza w Stanach Zjednoczonych, w stanie Tennessee, w hrabstwie Fentress.